# Tüzérségi lövedékek típusai
A tüzérség a 14. században jelent meg Európában. A lövegekből tüzérségi lövedékeket lőttek ki, melyek az évek során egyre fejlettebbek lettek.

## Lövedékek fajtái

#### Tömör golyó
A legrégebbi, legegyszerűbb lövedéktípus. "Működése" egyszerű: a löveg csövébe egy beleilleszkedő kő- vagy vasgolyót helyeztek, majd meggyújtották a mögötte elhelyezkedő lőportöltetet. Ez a lövedéktípus ideális volt a falak rombolására, szétzúzására. De nemcsak ostromokhoz használták: a csatatéren, ha az ellenség csapatai zárt alakzatba rendeződtek, ez a golyó "rendet vágott" soraikban. A lövedéknek akkora volt az energiája, hogy minden katonát megsebesített, aki az útjába állt.

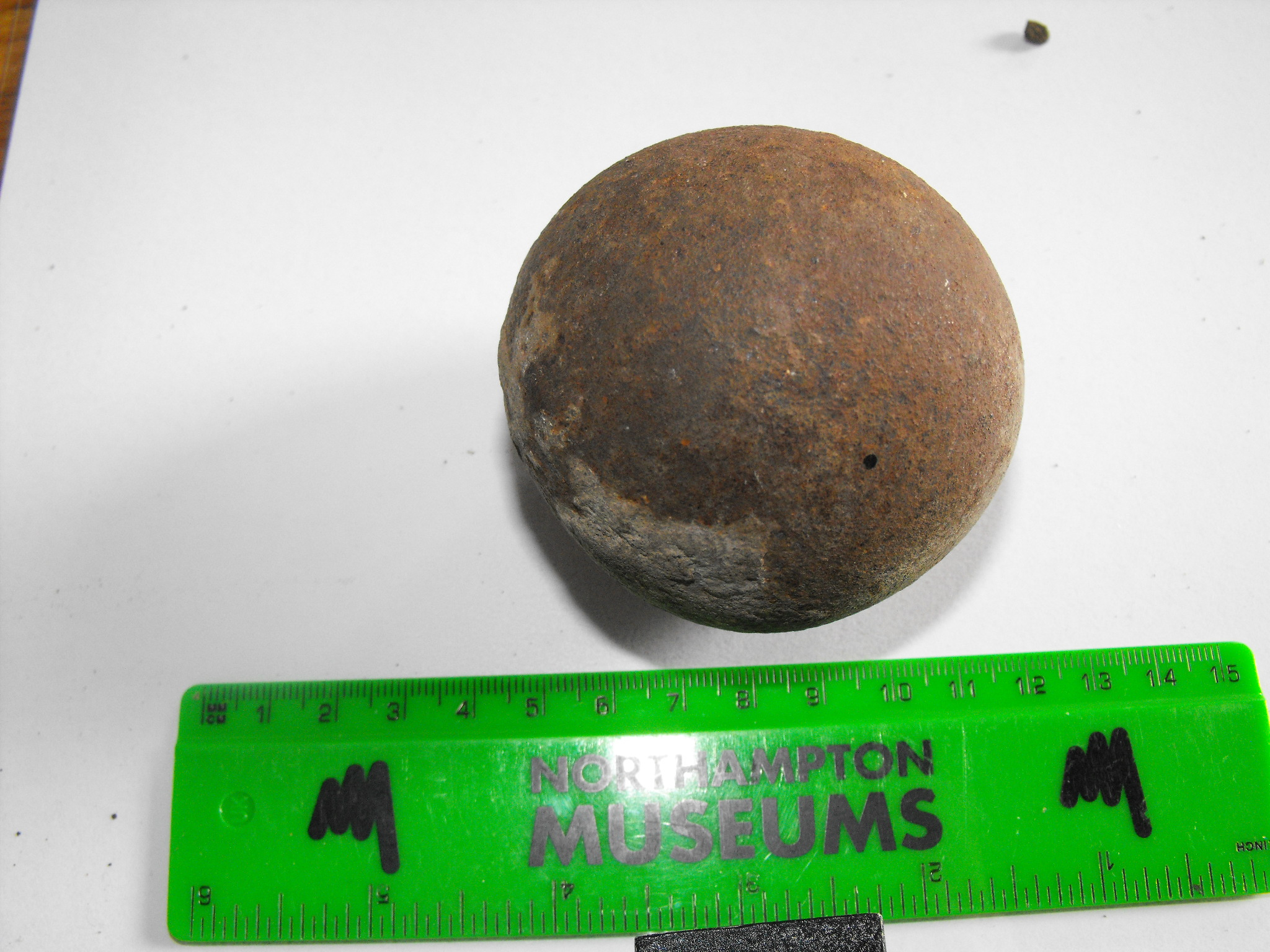
Tömör kőgolyó

#### Kartács
Ez a lövedék élőerő ellen volt a leghatásosabb.
A kartács az ágyút egy hatalmas sörétes puskához hasonlóvá tette. A lőportöltet elé egy zsákot helyeztek, melyben kövek, ólomgolyók helyezkedtek el. A lőpor meggyulladása után a zsák szétszakadt, a golyók pedig egyre nagyobb szórásellipszist alkotva kirepültek a csőből. Ennek a lövedéknek nem az volt a lényege, hogy minél nagyobb hatótávolságú legyen. A tüzérek a rohamozó ellenség sorai felé fordították az ágyút, és így sütötték el azt. A kartács golyói hatalmas pusztítást rendeztek az ellenségben, de sok katonát nem öltek meg, csak harcképtelenné tettek.
Lőtávolsága maximum 200 méter volt.

A lövedéktípust az első világháborúig használták a tüzérek közvetlen védelmére, főleg a lovasság ellen.

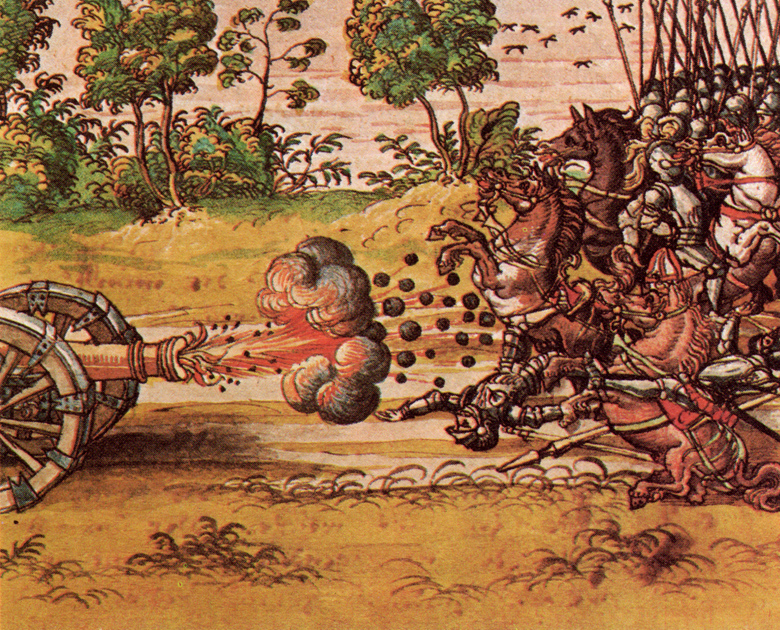
Kartácstűz lovasroham megfékezésére

#### Láncos golyók
Ez egy haditengerészeti lövedék volt,mely kettő vagy több vasgolyóból állt. A golyókat egy lánccal összekötötték, így töltötték be a löveg csövébe. Kilövés után a golyók nem tudtak egymástól elszakadni a vaslánc miatt, ezért összevissza bukdácsoltak, pörögtek a levegőben. Így nagyobb volt az esély az ellenséges hajó árbocának összetörésére, mint egy tömör vasgolyóval.

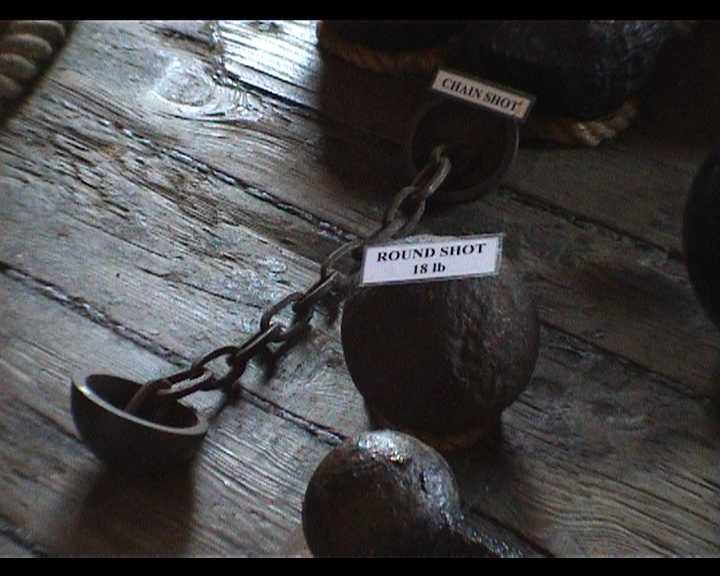
Ezen a képen egy félbevágott golyó látszódik, lánccal összekötve

#### Robbanólövedék (gránát)

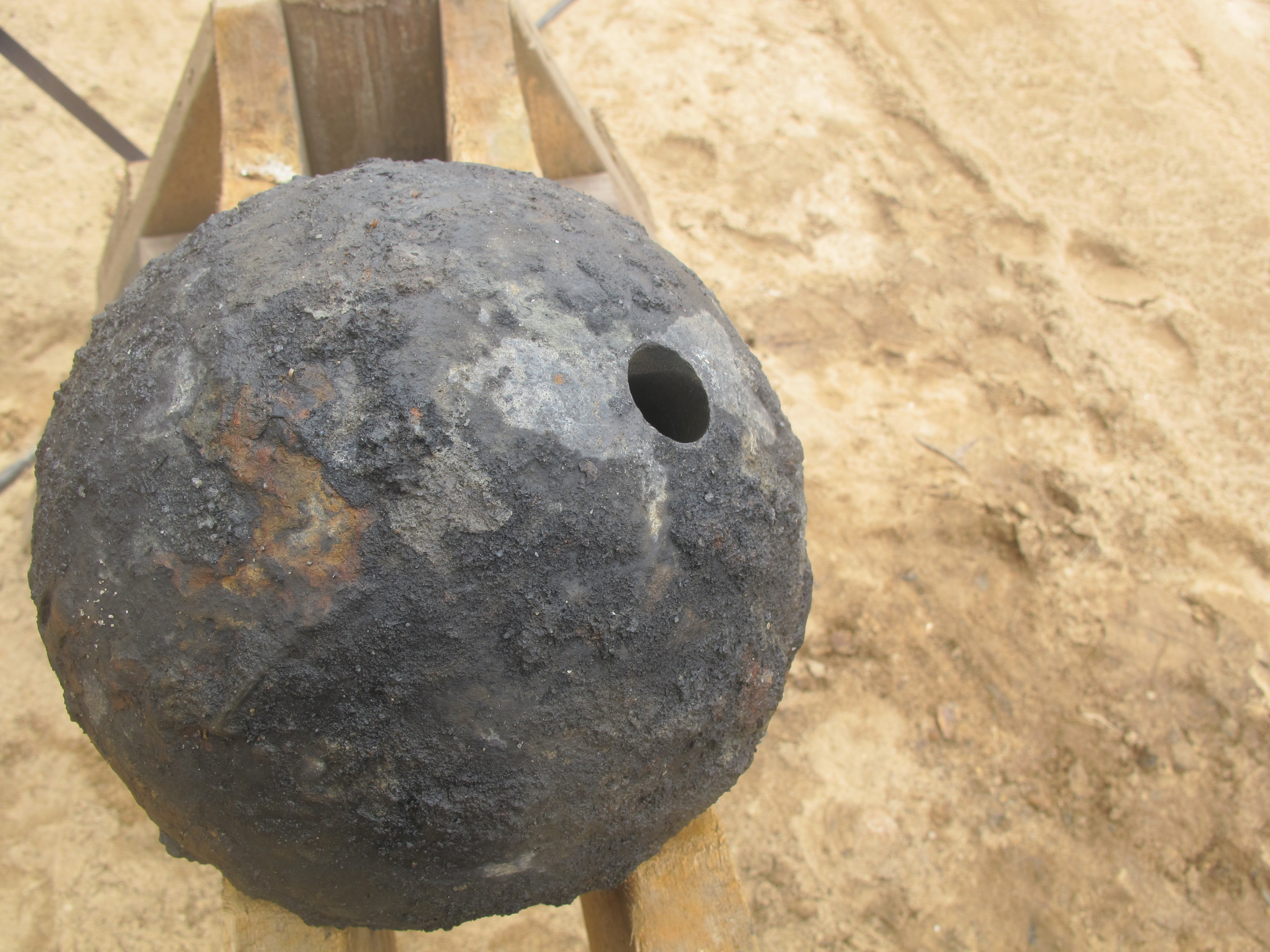
A robbanólövedék oldalán jól látszódik a lyuk, melyen a lőport töltötték be. Ebbe a lyukba rakták a bambuszcsövet is, mely meggyújtotta a gránát robbanótöltetét.

Ez a típus sokkal bonyolultabb volt, mint a korábban említettek. A lövedék egy üreges vasgolyóból állt, melynek egyik oldalán egy lyuk volt. Tüzelés előtt a golyóba robbanóanyagot, lőport szórtak, a lyukba pedig egy lőporral megtöltött bambuszcsövet raktak. Amikor a kész lövedéket berakták a löveg csövébe, figyelniük kellett arra, hogy a bambuszrúd a lőportöltet felé nézzen. Amikor a lövés végbement, az elégő puskapor lángja meggyújtotta a bambuszcsövet. Amíg a lövedék a levegőben volt, a bambusz lángja begyújtotta a a golyóban elhelyezett lőport, mire az a lövedéket repeszekre robbantotta szét. Ez a folyamat általában az ellenséges csapatok feje fölött ment végbe, így a repeszek a lehető legtöbb katonát ölhettek meg. De hatásos lehetett épületek ellen is, ilyenkor a becsapódás után robbant fel a lövedék, a lőpor légnyomása pedig szétroncsolta a falakat.

#### Srapnel
A robbanógolyóval megegyezett működése, azzal a különbséggel, hogy ez a lövedék mindig a levegőben, jóval a cél fölött robbant fel, hatalmas repeszfelhővel beterítve az ellenség élőerejét. A lövedékben rengeteg gyilkos kis fémgolyó volt. 

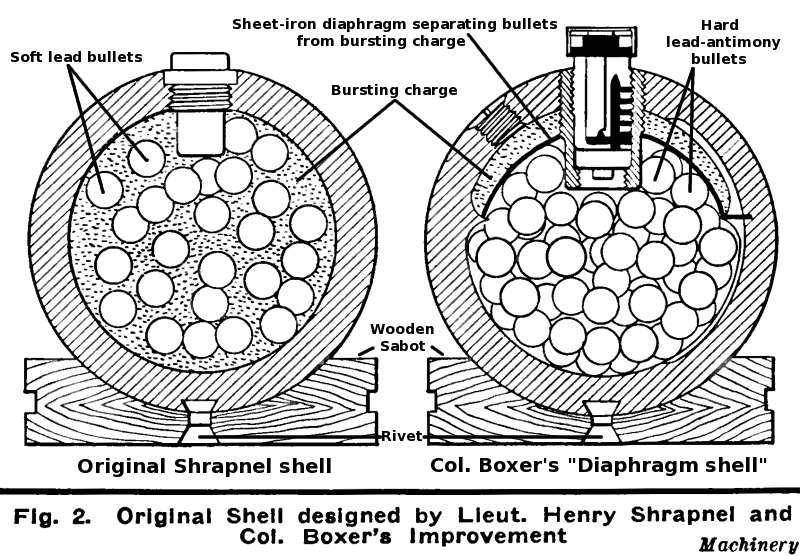
A srapnel metszete

Henry Shrapnel  találta fel 1784-ben, majd 1803-ban tökéletesítette. Fontos szerepet játszott a napóleoni háborúkban, a 19. századi hadviselésben és az első világháborúban.
Végét a betonfedezékek és a különböző tábori erődítmények jelentették. A srapnelt az első világháborúig alkalmazták hatalmas mértékben, sikeresen.